# Чердаклинський район
Чердаклинський район (рос. Чердаклинский район) — адміністративно-територіальна одиниця (район) та муніципальне утворення (муніципальний район) у південно-східній частині Ульяновської області Росії.
Адміністративний центр — робітниче селище Чердакли.

## Історія
Район утворений 16 липня 1928 року внаслідок поділу Мелекеського повіту та увійшов до складу Ульяновського округу Середньо-Волзької області.

## Населення
| 1939    | 1989    | 2002    | 2009    | 2010    | 2011    | 2012    |
| ------- | ------- | ------- | ------- | ------- | ------- | ------- |
| 41 941  | ↘40 887 | ↗43 865 | ↘42 253 | ↘41 449 | ↘41 427 | ↗41 776 |
| 2013    | 2014    | 2015    | 2016    | 2017    | 2018    | 2019    |
| ↗42 309 | ↗42 692 | ↘42 688 | ↘42 475 | ↘42 110 | ↘41 804 | ↗41 958 |
| 2020    | 2021    |         |         |         |         |         |
| ↘41 654 | ↘39 977 |         |         |         |         |         |